# مادي كورمان
مادي كورمان (بالإنجليزية: Maddie Corman)‏ هي ممثلة تلفزيون أمريكية ولدت في يوم 15 أغسطس 1970 في مدينة نيويورك في الولايات المتحدة، مثلت في أفلام The Adventures of Ford Fairlane و Some Kind of Wonderful.

## روابط خارجية
- مادي كورمان على موقع IMDb (الإنجليزية)
- مادي كورمان على موقع ألو سيني (الفرنسية)
- مادي كورمان على موقع أول موفي (الإنجليزية)
- مادي كورمان على موقع قاعدة بيانات برودواي على الإنترنت (الإنجليزية)
- مادي كورمان على موقع قاعدة بيانات الأفلام السويدية (السويدية)
- مادي كورمان على موقع قاعدة بيانات الفيلم (الإنجليزية)
- مادي كورمان على موقع كينوبويسك (الروسية)